# ジャン＝ユード・アフル
ジャン・ユード・アフル（Jean-Eudes Aholou, 1994年3月20日 - ）は、コートジボワール・ヨポウゴン出身のサッカー選手。アンジェSCO所属。コートジボワール代表。ポジションはミッドフィールダー。

## 経歴
2012年から2015年の間までリーグ・アンのリールに所属していた。しかしトップチームでの出場は無く、フランス全国選手権のUSオルレアンに移籍した。
2017年1月16日、リーグ・ドゥのRCストラスブールに4年半契約で移籍。
2018年7月25日、ジョアン・モウチーニョの後釜を探していたASモナコに5年契約で移籍した。
2019年8月1日、ASサンテティエンヌへレンタル移籍することが発表された。
2020年9月29日、RCストラスブールへレンタル移籍することが発表された。
2021年7月16日、RCストラスブールへ買取オプション付きのレンタル移籍することが発表された。その後完全移籍となった。